# (917) Lyka
(917) Lyka est un astéroïde évoluant dans la ceinture principale, découvert le 5 septembre 1915 par l'astronome russe Grigori Néouïmine depuis l'observatoire de Simeiz.
Il est nommé d'après une amie de la sœur du découvreur.